# Parahormius absonus
Parahormius absonus är en stekelart som beskrevs av T.C. Narendran 2002. Parahormius absonus ingår i släktet Parahormius och familjen bracksteklar. Inga underarter finns listade i Catalogue of Life.